# Daniel Powter
Daniel Richard Powter (ur. 25 lutego 1971 w Vernon) – kanadyjski piosenkarz, wykonujący muzykę z pogranicza piano rocka, indie popu i jazzu.

## Życiorys

### Wczesne lata
Pochodzi z muzycznej rodziny – jego matka jest pianistką, a on sam od najmłodszych lat uczył się grać na skrzypcach. Później porzucił skrzypce na rzecz fortepianu, a następnie komponowania.
Powter ujawnił w lipcu 2013, że był wykorzystywany seksualnie przez opiekunkę do dzieci przez trzy lata, począwszy od 7 roku życia, i zaczął sięgać po narkotyki i alkohol, aby przezwyciężyć poczucie winy i wstydu.

### Kariera

#### Początki kariery

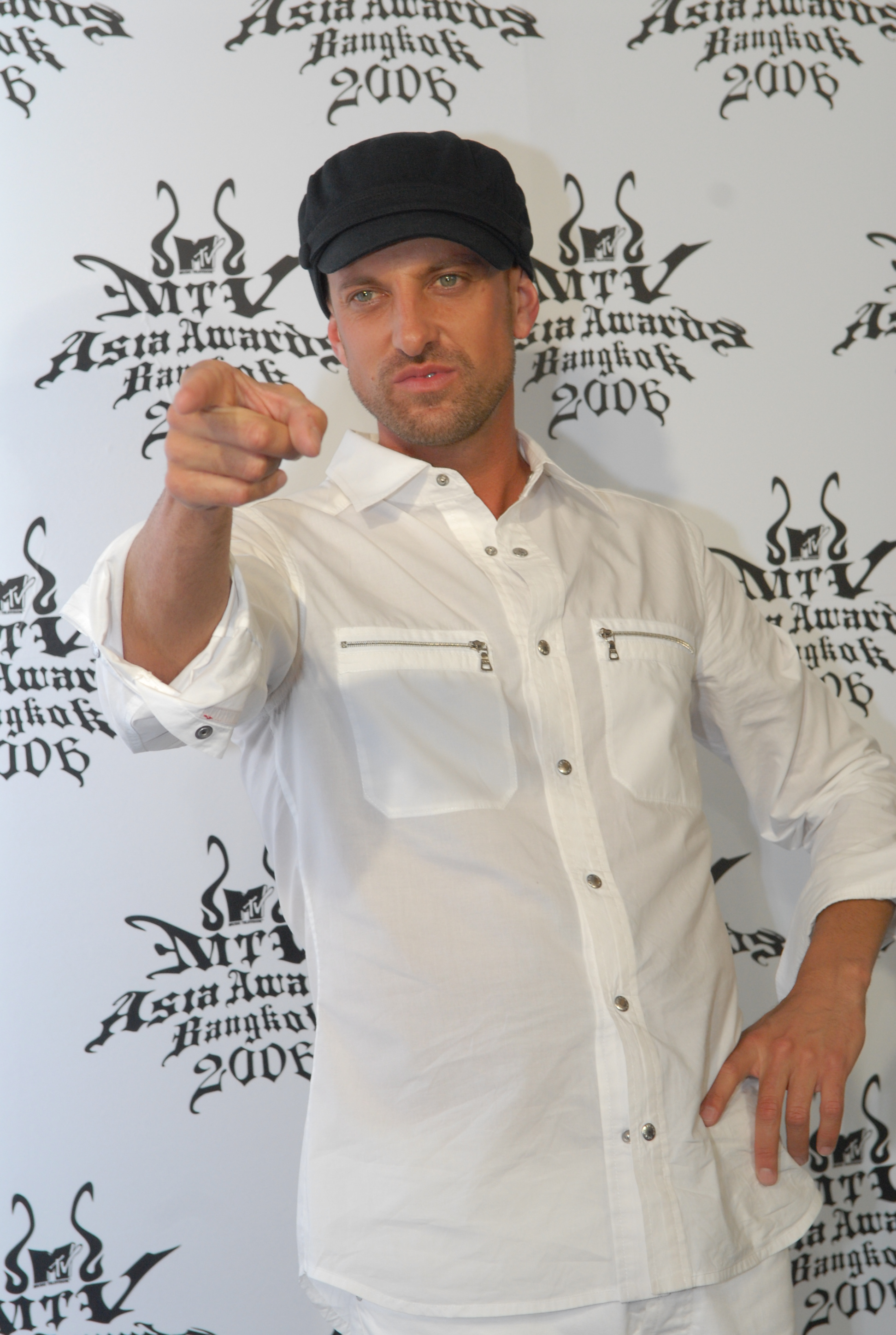
Daniel Powter na gali rozdania MTV Asia Awards w Bangkoku, 2006

W lutym 2000 wydał swój pierwszy minialbum, zatytułowany I’m Your Betty. Dwa utwory pochodzące z płyty, czyli „More than I” i „Negative Fashion”, zostały wykorzystane w ścieżce dźwiękowej programu Higher Ground.

#### 2005–2007:Daniel Powteri singielBad Day
8 sierpnia 2005 ukazał się debiutancki album długogrający piosenkarza, zatytułowany po prostu Daniel Powter. Pochodzący z niego singiel Bad Day został wykorzystany w europejskiej kampanii reklamowej marki Coca-Cola. Piosenka zyskała ogólnoświatową popularność i spędziła m.in. pięć tygodni na szczycie amerykańskiego notowania Billboard Hot 100. W 2006 wygrał nagrodę Juno w kategorii „Debiutant roku”, był też nominowany do nagrody BRIT w kategorii „Najlepszy międzynarodowy debiutant”. Piosenka Bad Day zdobyła nominację do statuetki Billboard Music Award w kategorii „Singiel roku listy Hot 100” oraz została uznana przez magazyn „Billboard” – „utworem roku”. W 2007 roku za ten utwór Powter otrzymał nominację do Grammy w kategorii „Best Male Pop Vocal Performance”.
W 2007 ukazał się pierwszy album kompilacyjny Powtera, zatytułowany B-Sides.

#### Od 2008: Kolejne albumy
13 sierpnia 2008 premierę miała druga płyta studyjna Powtera, zatytułowana Under the Radar. Na początku grudnia 2010 roku na rynku ukazał się jego drugi album kompilacyjny pt. Best of Me. 
13 lipca 2012 piosenkarz wydał swoją trzecią płytę studyjną pt. Turn on the Lights, z której pochodzi m.in. singiel Cupid.
Ostatni jak dotąd album piosenkarza ukazał się 14 grudnia 2018 pod nazwą Giants. Oprócz kilku nowych piosenek na albumie znalazły się ponownie nagrane największe przeboje Powtera. Najwyżej ocenianą piosenką w radiu była Delicious.

## Dyskografia

### Albumy studyjne
- Daniel Powter (2005)
- Under the Radar (2008)
- Turn on the Lights (2012)
- Giants (2018)

### Minialbumy (EP)
- I’m Your Betty (2000)

### Albumy kompilacyjne
- B-Sides (2007)
- Best of Me (2010)

### Single
- 2005 – Bad Day
- 2005 – Free Loop
- 2005 – Jimmy Gets High
- 2006 – Lie to Me
- 2007 – Love You Lately
- 2008 – Next Plane Home
- 2008 – Best of Me
- 2008 – Whole World Around
- 2010 – Lose to Win
- 2010 – Happy Xmas (War Is Over)
- 2012 – Cupid
- 2013 – Crazy All My Life
- 2017 – Delicious
- 2018 – Perfect for me
- 2018 – Do You Wanna Get Lucky
- 2018 – Survivor